# Lavardin (Loir-et-Cher)
Lavardin é uma comuna francesa na região administrativa do Centro, no departamento Loir-et-Cher. Estende-se por uma área de 6,62 km². Em 2010 a comuna tinha 188 habitantes (densidade: 28,4 hab./km²).
Pertence à rede das As mais belas aldeias de França.